# Le Mung
Le Mung är en kommun i departementet Charente-Maritime i regionen Nouvelle-Aquitaine i västra Frankrike. Kommunen ligger  i kantonen Saint-Savinien som ligger i arrondissementet Saint-Jean-d'Angély. År 2022 hade Le Mung 313 invånare.

## Befolkningsutveckling
Antalet invånare i kommunen Le Mung
Referens:INSEE